# メイコン (飛行船)
| モフェット･フィールド上空のメイコン |                                         |
| 艦歴                                |                                         |
| 発注                                | 1928年10月6日                           |
| 起工                                |                                         |
| 進空                                | 1933年4月21日                           |
| 就役                                | 1933年6月23日                           |
| 末期                                | 1935年2月26日、未修復の損傷が原因で墜落 |
| 性能諸元                            |                                         |
| 重量                                | 108トン                                 |
| 体積                                | 184,000 m3                              |
| 全長                                | 239 m （785 ft）                        |
| 直径                                | 40.5 m （132.8 ft）                     |
| 全高                                | 44.6 m （146.2 ft）                     |
| 機関:                               | ガソリンエンジン 420 kW （560 hp） 8基  |
| 最高速度                            | 140 km/h （75.6 kt）                    |
| 搭載量                              | 72トン                                  |
| 乗員                                | 91名                                    |
| 搭載機                              | F9C複葉戦闘機 5機                       |
| 固定武装                            | M1918 7.62mm自動小銃 単装 8基           |

メイコン (USS Macon, ZRS-5) は偵察任務に使用することを目的にアメリカ海軍によって建造され、使用された硬式飛行船である。

## 概要
メイコンは姉妹船のアクロンと共に長さと体積に関しては世界最大級の航空機の一つであった。ヒンデンブルク号より20フィート（約7m）短く、長さで及ばなかったものの、ヘリウムで浮揚する飛行船としては世界最大であった。
F9Cスパローホーク複葉戦闘機を搭載して空中航空母艦としても用いられた。1935年、カリフォルニア州のビッグ・サー海岸沖で嵐によって損傷し、失われたが、乗員の大半は無事だった。就役期間は2年に満たなかった。

## 建造と就役
USSメイコンは、オハイオ州アクロンにあるグッドイヤー・ツェッペリン社のグッドイヤー・エアドックで建造された。メイコンという名前は下院の当時の海軍委員会委員長であるカール・ヴィンソン下院議員の選挙区で最も大きな都市、ジョージア州メイコン市の名から付けられた。
1933年3月11日にメイコンという名がアメリカ海軍航空局の長であるウィリアム・A・モフェット少将の夫人、ジャネット・ウィトン・モフェットによって命名された。
初飛行はその1ヶ月後、姉妹船アクロン（ZRS-4）の悲劇的な事故の直後に行われた。そして1933年6月23日、アルジャー・H・ドレゼル中佐の指揮の下で就役した。
メイコンは、ジュラルミンの船体の内部に3本のキールを持ち、ヘリウムで満たされた12個のゼラチンラテックス製の気嚢を備えていた。船体内にはドイツマイバッハ社製造のV型12気筒560馬力のガソリンエンジン8基を備え、外部に置かれたプロペラを駆動した。プロペラは、離陸時と着陸時に船を制御するため、下方または後方に向きを変えることができた。
5機のF9Cスパローホーク複葉機を搭載できるようになっており、1933年7月6日、ニュージャージー州レイクハースト付近の試験飛行中に最初の搭載機を受領した。搭載機は船体内部の収容ベイに納められ、空中ぶらんこ（トラピーズ）式の器具を使って離着艦した。
この他、船首と腹部、および背部と尾部の4箇所に2基ずつのM1918 7.62mm自動小銃装備の単装銃座が備えられていた。

## 初期の運航歴
メイコンは1933年10月12日に東海岸を出発し、カリフォルニア州サンタクララ郡サニーヴェール海軍航空基地（現モフェット連邦飛行場（モフェット・フィールド））を母港とした。メイコンは姉妹船アクロンよりも生産技術の確立に貢献する事が出来た。メイコンの指揮官は、飛行船が行動中の敵の察知できない距離を確保しつつ、搭載した飛行機を使って敵の偵察を行う技術と方法論を編み出した。メイコンは何度か艦隊の演習に参加したが、演習を計画し実行した将校達は「ZRS」の能力と弱点への理解が欠如していた。後に飛行船に搭載されたF9C-2戦闘機の降着装置を取り外し、代わりに燃料タンクを装備することが常態化し、それによって航続距離を30%増大させた。
1934年後半、ハーバート・ワイリー少佐はメイコンによって、ハワイから戻ってくる途中のフランクリン・ルーズベルト大統領を乗せた重巡洋艦ヒューストンを捜索し、位置を突き止めることによって大統領（とヒューストン巡洋艦の乗組員達）を驚かせた。新聞が船上の大統領に投下され、それの応答として次の通信がメイコンへ送り返された。
『「ヒューストン」発：大統領は貴官とその飛行船に対し、その優秀な航法術と見事な行動に関して敬意を表する。新聞をありがとう、よくやってくれた。大統領』
艦隊司令長官のジョゼフ・M・リーヴズ提督は、この出来事に狼狽したが、海軍の航空局長官だったアーネスト・キング提督は冷静に受け止めた。ワイリーは直ちに中佐に昇進した。

## ヴァン・ホーン山地での尾部破損事故
大陸を横断するにあたって、メイコンはアリゾナ州の山地を通過するために最高1,800 mまで上昇しなければならなかった。船の圧力高度は900 m未満だったため、ガス嚢を破裂させることなくこの高度に達するために大量のヘリウムが排出された。それによって生じる浮力の損失を補うために、4トンのバラストと3トンの燃料を投棄しなければならなかった。結果的にメイコンの総重量は15,000ポンドまで軽減された。メイコンは十分な浮力を動的に得るのみならず、テキサス州ヴァン・ホーン近くの山地を通過する際のひどい乱気流を乗り越えるために8基のエンジンをフルパワーで運転させた。その際に激しい降下の後、尾翼の前部取り付けポイントを支えていた17.5番リングの斜桁を損傷したが、損傷が拡大する前に先任掌帆手のロバート・デイヴィスが応急処置を行い桁を修理した。メイコンは無事に移動を終えたが、先の破損の為に締め付けリングと全4枚の尾翼を強化する必要があると判断が下され、左右および下部の尾翼を支える桁は直ちに修理された。しかしながら、上部尾翼の両側の桁の修理は、隣接するガス嚢のガスが抜かれる次回のオーバーホール時まで延期された。

## メイコンの不時着事故
1935年2月12日、先の事故で破損した上部尾翼の補修が済んでいない中、メイコンは艦隊演習からサニーヴェールに戻る途中のカリフォルニア州サー岬沖で嵐に遭遇した。メイコンは乱気流に翻弄され、上部尾翼に取り付けられた未修復の17.5番リングが破断した。その結果として尾翼が横にずれ、風に耐えられずに一気に引きはがされた。その際に剥離した尾翼構造の一部が後部ガス嚢付近に突き刺さって穴をあけ、ヘリウムガスの漏洩が発生した。メイコンのクルー達は断片的な情報から、直ちにバラストの即時投棄の判断を下した。尾翼が失われた為に油圧が喪失して機首上げの状態のまま昇降舵操作が不可能になり、なおかつエンジン出力が全開のままであった為に、メイコンは機首を下げられずに圧力高度を超えて上昇してしまい、ガス嚢から大量のヘリウムが排出されて浮力が消滅した。
メイコンは4,850フィートから20分かけて降下し、カリフォルニア海岸沖に穏やかに着水すると、そのまま沈没した。暖かい気候と、アクロン号の悲劇の後に導入された救命胴着と膨張式救命いかだのおかげで、76名の乗組員中、死者は2名だけだった。その2名の死も、防げたはずのものであった。そのうちの一名である一等無線士のアーネスト・エドウィン・デイリーは、メイコンが降下している最中に、高高度から飛び降りて死亡した。もう一人の死者である一等給仕のフロレンティーノ・エドキーバは、不時着後に私物を取り戻そうとメイコンに泳ぎ寄り、結果として沈没に巻き込まれた。遭難の直接的な原因は、尾翼構造の破壊と尾翼損失後の操船ミスであった。圧力高度を超えて上昇した事によってガス嚢が限界まで膨張し、ガスが放出されさえしなければ、メイコンはモフェットフィールドに引き返すことができたはずであった。
メイコンは就役期間中に50回の飛行を行い、1935年2月26日に海軍リストから抹消された。以後、海軍の使用する飛行船は軟式飛行船のみとなり、戦後はモフェットフィールドの飛行船格納庫もNASAに移管された。21世紀になってからもなお木製の格納庫は残存した為に、ディスカバリーチャンネルで放送中の怪しい伝説の撮影に使用されている。

## ギャラリー

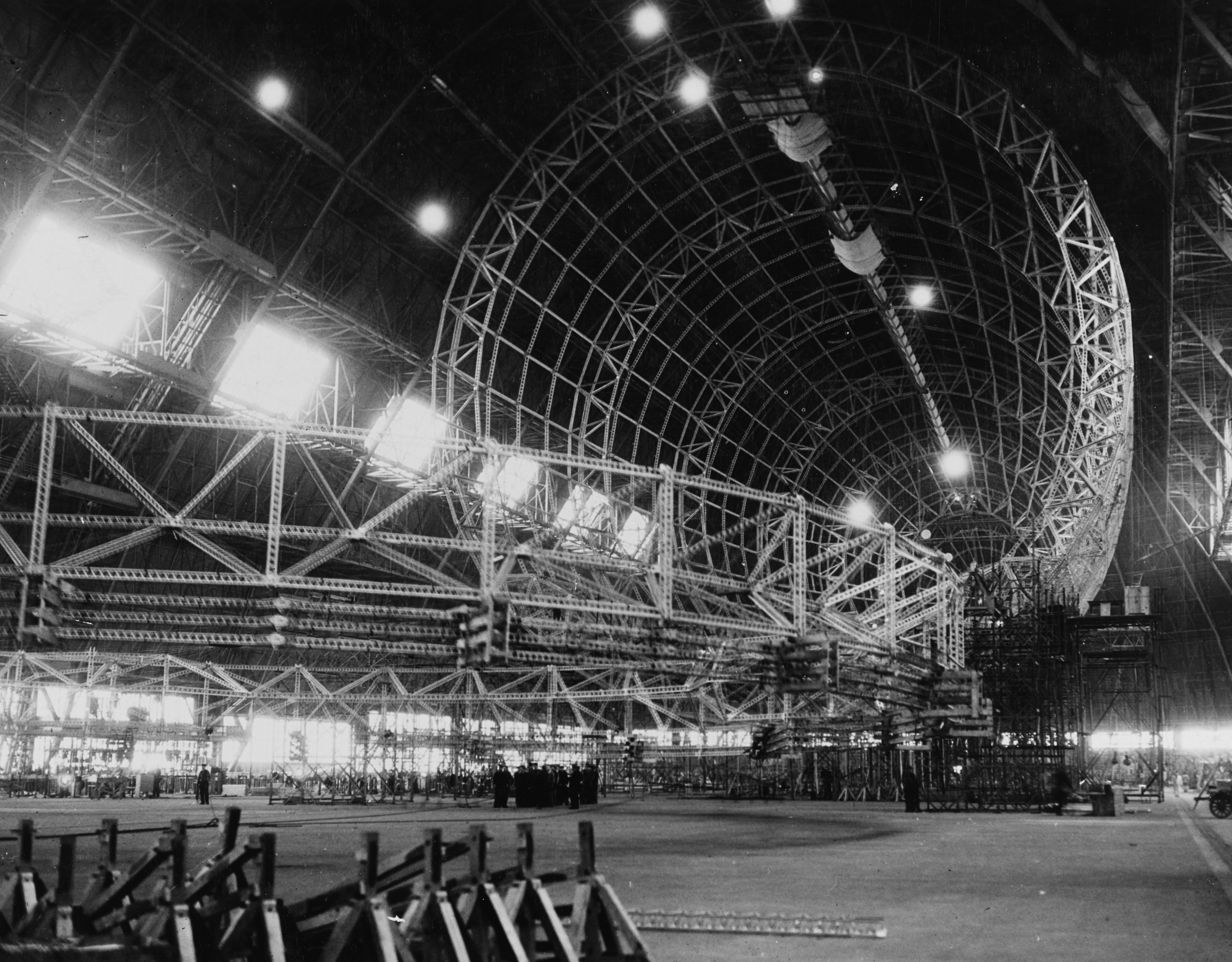
アクロンで建造中のメイコン
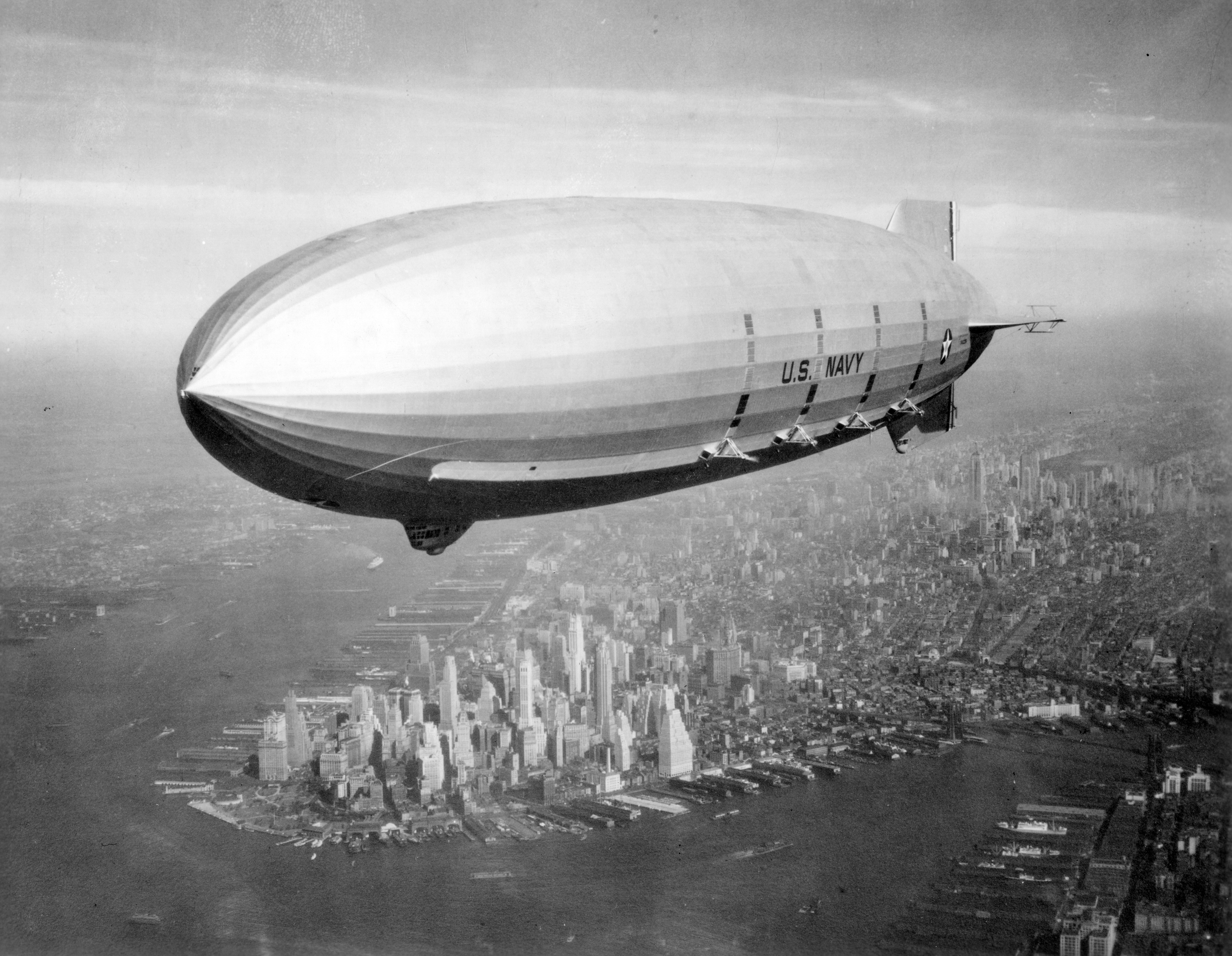
マンハッタン上空を飛行するメイコン
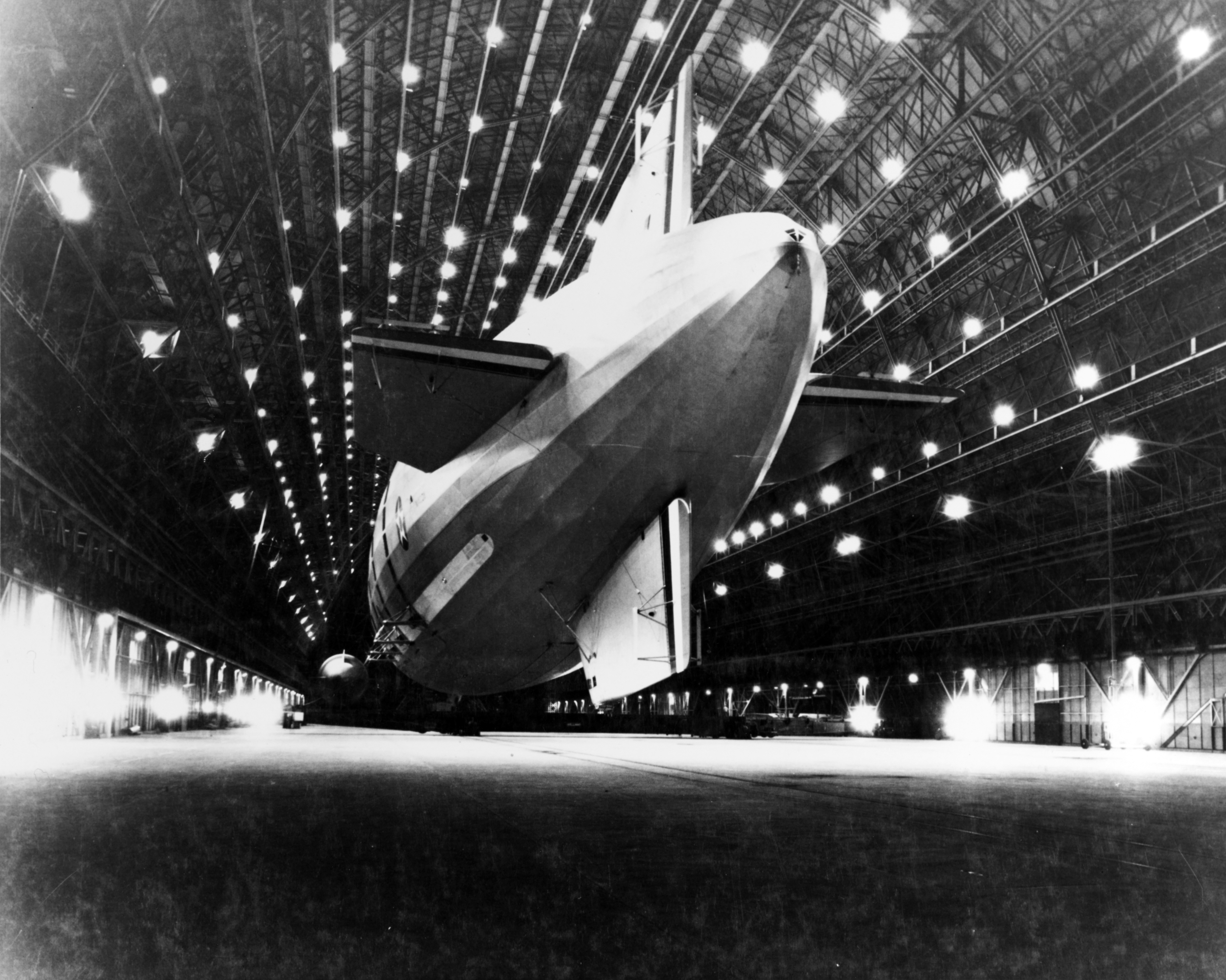
モフェット・フィールドの格納庫内のメイコン。当時世界最大級の建築物であったこの格納庫（ハンガー・ワン）はいまもシリコンバレーに残っている。
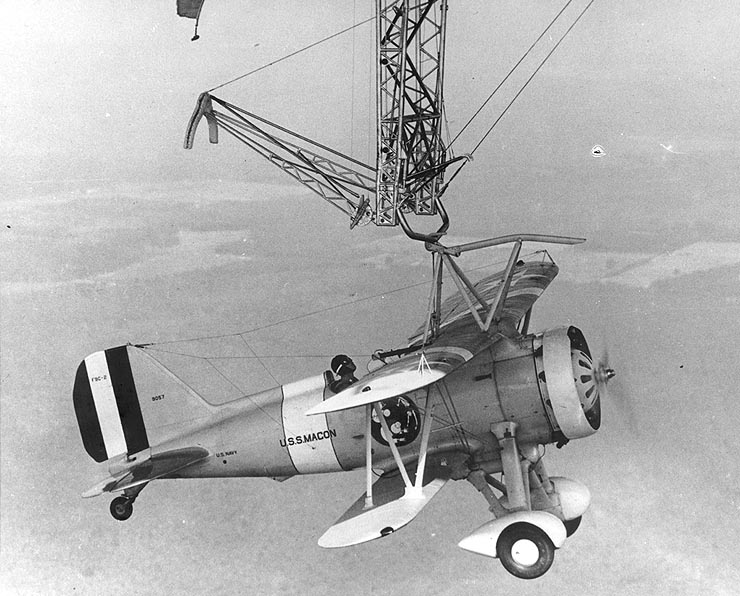
メイコンから離発艦する搭載機、F9Cスパローホーク複葉機

## 遭難地点の探索

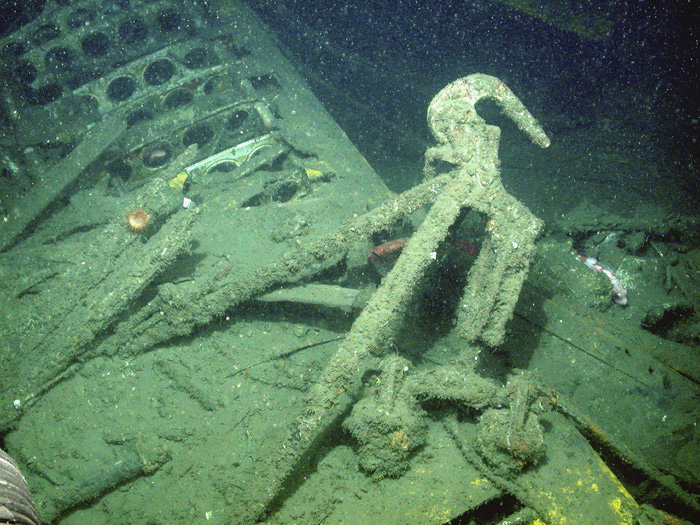
海中で発見されたスパローホーク機の船内回収用フック部分

モントレー湾水族館調査機関（en:Monterey Bay Aquarium Research Institute、MBARI）は、1991年2月にメイコンの残骸の位置を発見して捜索し、人工物の回収に成功した。この探査では、物品の回収のほかに、ソナー、ビデオ映像および静止映像のデータ収集を行った。
2005年5月、MBARIは、湾の考古学的資源を特定する年間研究計画の一環としてこの区域の調査を再開した。調査にはサイドスキャンソナーが用いられた。

### 2006年の探査
2006年9月にはMBARIおよびNOAA（アメリカ海洋大気庁、National Oceanic and Atmospheric Administration）国立海洋保護区事務所の調査員による、遠隔操作無人探査機を使用した探査を含むより徹底した調査が行われた。探査のビデオクリップは、NOAAの提供するOceansLive Web Portalによって一般に公開されている。
この2006年の探査は成功裏に終わり、15年前の前回の探査以降に新たな驚異的発見と明らかな変化を日の目に晒した。高解像度のビデオ映像と10,000件以上の新たに撮影された画像によって、メイコン船体の残骸のモザイク写真が作成される予定となっている。。

### 保護
探査チームは、アメリカ合衆国国家歴史登録財（National Register of Historic Places）に登録されているメイコンの残骸記録に新たな情報を付加することを目指している。遭難現場の位置は秘密とされており、また海洋保護区内であり、なおかつ深々度である為にダイバーが直接到達出来る場所ではない。メイコン号の眠る場所はアメリカ海軍の墓所のひとつとして扱われている。。

## ポピュラー・カルチャー
1934年、ワーナー・ブラザースの映画『これがアメリカ艦隊』にてジェームズ・キャグニー、パット・オブライエン、グロリア・スチュアートが主演した。チェスター(ジェームズ・キャグニー)がアリゾナの後にメイコンに配属される。
1937年、映画『就職戦術』でメイコンの不時着事故が描かれ、ジョージ・ブレントが操舵手を演じた。
1995年、マックス・マッコイの小説『インディ・ジョーンズ賢者の石』でインディアナ・ジョーンズがメイコンで大西洋横断飛行し、ロンドンに向かう。